# Islykta

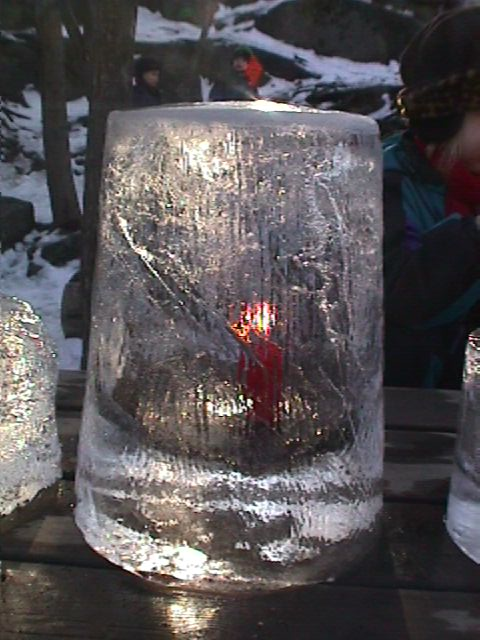
Islykta tillverkad i plasthink

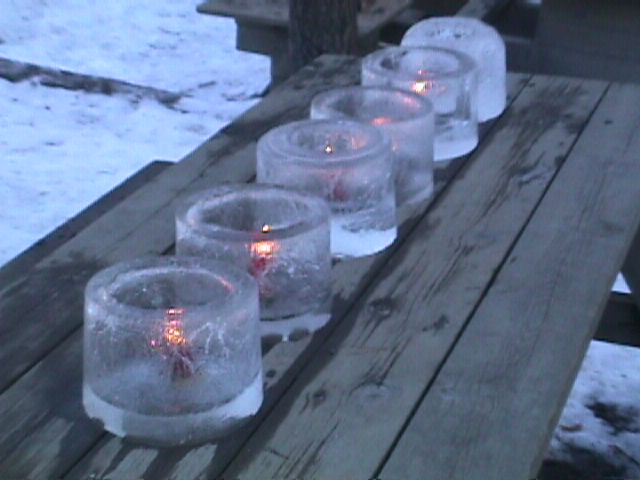
Islyktor tillverkade i små plasthinkar

En islykta är en lykta för levande ljus, tillverkad av is.

## Tillverkning
Den kan tillverkas genom att en hink fylls med vatten och ställs utomhus i minusgrader. Eftersom vattnet fryser utifrån och in har man efter några timmar ett tunt skal av is med vatten innanför i hinken. Man tar in hinken i värme och låter den stå några minuter. Då smälter isen närmast hinkens insida och hela isklumpen blir lös. Därefter tar man ut hinken och vänder den upp och ner och tar emot isklumpen som är lös. Därefter slår man hål/karvar hål med en kniv i den tunna isen i det som var i hinkens botten och häller ut vattnet.

## Världsrekord
5 februari 2013 satte byn Vuollerim i Lappland världsrekord i största islyktekonstellation med 2 651 tända islyktor på samma plats. Rekordet registrerades av stiftelsen Guiness World Records.